# جوليا لي
جوليا لي (بالإنجليزية: Julia Lee)‏ (و. 1975 – م) هي ممثلة، وممثلة أفلام، من الولايات المتحدة الأمريكية، ولدت في سانتا فيه، نيومكسيكو.

## التعليم
تعلمت في جامعة كاليفورنيا، إرفاين.

## وصلات خارجية
- جوليا لي على موقع IMDb (الإنجليزية)
- جوليا لي على موقع ألو سيني (الفرنسية)
- جوليا لي على موقع أول موفي (الإنجليزية)
- جوليا لي على موقع قاعدة بيانات الفيلم (الإنجليزية)
- جوليا لي على موقع كينوبويسك (الروسية)